# Cycloptilum contectum
Cycloptilum contectum is een rechtvleugelig insect uit de familie Mogoplistidae. De wetenschappelijke naam van deze soort is voor het eerst geldig gepubliceerd in 1912 door Rehn & Hebard.